# Angel-A
Angel-A ist ein Filmdrama des französischen Regisseurs Luc Besson aus dem Jahr 2005. Es wurde vollständig in Schwarzweiß gedreht; das einzig Farbige des gesamten Films ist der rote Bindestrich im Titel und einzelne Effekte im Abspann.

## Handlung
Als sich der verschuldete Gauner André an einem Sonntagmorgen auf der Pariser Pont Alexandre III das Leben nehmen will, erscheint wie aus dem Nichts eine blonde, attraktive Frau, die vorgibt, sich ebenfalls umbringen zu wollen, und sich in die Seine stürzt.
Er springt ihr nach und rettet sie, worauf sie sich dem im Verhältnis viel kleineren André als Dank anbietet und ihn sogar küsst, nachdem er dies ungläubig gefordert hat. Von da an begleitet ihn die hochgewachsene Schönheit, die sich als Angela vorstellt und André zunächst unkonventionell hilft, Schulden bei dem Kredithai und Mafioso Franck sowie dem Barbesitzer Pedro zurückzuzahlen.
Dabei wirkt es für André und den Zuschauer zunächst so, als ob sich Angela prostituiert. Sie entpuppt sich jedoch als Engel und kann dies dem ungläubigen André erst mit kleinen Tricks, wie dem Schwebenlassen eines Aschenbechers und der Erneuerung einer Zigarette, beweisen. Sie erklärt, dass sie auf ihn angesetzt wurde und dafür das Kostüm „Flittchen“, wie sie es nennt, gewählt habe. Sie ist geschickt worden, um dem 28-jährigen zu helfen, sein Leben in die Hand nehmen. André ist von starkem Selbstzweifel geplagt und fühlt sich dumm und hässlich.
Schließlich kann sie ihn dazu bringen, seinen Körper und sich selbst zu lieben und seine guten Seiten, wie sein gutes Herz und – laut Angela – generell weibliche Charakterzüge, die mit negativen männlichen Charakterzügen, wie etwa der Angst vor Liebe, gepaart sind, anzuerkennen. Zudem wird offensichtlich, dass auch Angela Probleme hat; sie weiß nicht, wer sie einmal war, bevor sie ein Engel wurde. Da sie ihre Aufgabe, André zu helfen, nun aber als erfüllt ansieht, will sie in den Himmel zurückkehren. André wünscht, dass sie bei ihm bleibe, da er sich in sie verliebt hat; sie lehnt unsicher ab. Schließlich willigt sie beinahe ein, da auch sie Gefühle für ihn entwickelt hat. Sie küssen sich. Da aktivieren sich ihre Flügel von selbst, der Himmel ruft sie zurück und zwingt sie, fortzufliegen. André hindert sie mit letzten Kräften daran, fortzugehen, worauf beide abermals in die Seine stürzen. Sie überleben. Angela ist von diesem Zeitpunkt an ein normaler Mensch und darf bei André bleiben.

## Kritiken
Brian Tallerico meint in UGO, dass die „visuelle Virtuosität“, die in Angel-A stecke, die „Holperigkeiten der Story und die Ungereimtheiten der Charaktere“ bei weitem aufwiege.
Das Lexikon des internationalen Films meinte: „Auf der Basis einer eher dünnen, gleichwohl reizvollen Handlung jongliert Luc Besson technisch virtuos mit Erzählmustern, Bildchiffren und Klischees und entwickelt in atmosphärischen Schwarz-weiß-Bildern eine skurril-schöne Dramödie als ebenso lyrische wie amüsante, melancholische wie bizarre Variation über die (Selbst-)Findung eines außergewöhnlichen Liebespaars.“
Laut Cinema komme „die Begegnung des ungleichen Paars […] zu geschwätzig, zu oberflächlich, zu gewollt naiv […] daher“. Das Fazit lautete: „Die Schwarz-Weiß-Ansichten von Paris sind zum Träumen schön. Die naive Romanze eines Pechvogels mit einem Engel ist dagegen zum Schnarchen.“